# Иджеванский район
Иджеванский район — административно-территориальная единица в составе Армянской ССР и Армении, существовавшая в 1930—1995 годах. Центр — Иджеван.

## История
Иджеванский район был образован в 1930 году.
19 марта 1951 года Иджеванскому району передана территория упразднённого Дилижанского района.
С 17 января 1952 по 18 апреля 1953 года Иджеванский район находился в составе Кироваканского округа.
Упразднён в 1995 году при переходе Армении на новое административно-территориальное деление, став частью Тавушской области.

## География
На 1 января 1948 года территория района составляла 870 км². 

## Административное деление
По состоянию на 1948 год район включал 14 сельсоветов: Ачаджурский, Верин-Агданский, Геташенский, Енокаванский, Иджеванский, Лалигюхский, Неркин-Агданский, Ревазлинский, Севкарский, Сригехский, Талийский, Узунталинский, Хаштаракский, Цахкаванский.